# Cyanopterus luctuosus
Cyanopterus luctuosus är en stekelart som först beskrevs av Szepligeti 1904.  Cyanopterus luctuosus ingår i släktet Cyanopterus och familjen bracksteklar. Inga underarter finns listade i Catalogue of Life.